# جاك ستيلا
جاك ستيلا (بالفرنسية: Jacques Stella)‏ هو رسام فرنسي، ولد في 1596 في ليون في فرنسا، وتوفي في 29 أبريل 1657 في باريس في فرنسا.

## وصلات خارجية
- جاك ستيلا على موقع ميوزك برينز (الإنجليزية)